# Фуюань (аэропорт)
Аэропорт Фуюань Дунцзи (кит. упр. 抚远东极机场, пиньинь Fǔyuǎn Dōngjí Jīchǎng, палл. Фуюаньский аэропорт «Крайний Восток») — аэропорт класса 4С в уезде Фуюань китайской провинции Хэйлунцзян. Расположен в 19 километрах от посёлка Фуюань и в 60 километрах от Хабаровска. Осуществляются регулярные рейсы в Харбин и Пекин.

## Строительство и запуск
Строительство аэропорта велось с августа 2010 года по май 2014. Стоимость строительства составила 500 миллионов юаней. Первый коммерческий рейс аэропорт принял 26 мая 2014 года.

## Объекты
Взлётная полоса имеет длину 2500 м и ширину 45 м. В аэропорту имеются терминал площадью 4000 м2 и 4 авиастоянки. Планируется перевозить 260 тыс. пассажиров и 1430 т грузов к 2020 году.

## Направления
Регулярно осуществляются рейсы авиакомпании Air China в Пекин и Харбин и авиакомпании China Southern Airlines в Харбин. Рейсы в Харбин осуществляются по понедельникам, средам, пятницам и воскресеньям, в Пекин — по вторникам, четвергам и субботам.

### Планируемые рейсы
Китайская авиакомпания Okay Airways в начале 2015 года заявила о планах открыть рейс Фуюань—Хабаровск на самолётах Xinzhou 60.